# Weuste (Schwelm)
Weuste ist ein Weiler in der Stadt Schwelm im Ennepe-Ruhr-Kreis.

## Lage und Beschreibung
Weuste liegt am südlichen Rand des Schwelmer Stadtgebiets nahe der Wupper westlich von dem Wuppertaler Ortsteil Beyenburg. Der Fluss bildet die Grenze zwischen den beiden Städten und zugleich zwischen den beiden Regierungsbezirken Düsseldorf und Arnsberg. 
Nachbarorte sind Brambecke, Vesterberg und Dahlhausen auf Schwelmer und Zur guten Hoffnung und In der Grüne auf Wuppertaler Stadtgebiet, sowie das auf dem Gebiet beider Städte liegende Beyenburgerbrücke. Durch den Ort fließt die Brambecke.

## Geschichte
Direkt an Weuste vorbei verlief bis zu dem Chausseebau gegen Ende des 18. Jahrhunderts eine frühmittelalterliche, nach anderer Ansicht sogar vorgeschichtliche Altstraße von Köln nach Dortmund, der Handels-, Pilger- und Heerweg Köln–Dortmund. Im Wald oberhalb von Weuste haben sich zahlreiche tief ausgefahrene Hohlwegbündel dieser mittelalterlichen Hauptverkehrsverbindung erhalten, die bei der nahen, 1336 erstmals erwähnten Beyenburger Brücke die Wupper querte. Das Beyenburger Kloster mit der dazugehörigen Klosterkirche St. Maria Magdalena im Nachbarort diente den Wallfahrern auf dem Jakobsweg auch als Zwischenstation.
In Weuste wurde die Mehrenberger Markenrolle aufbewahrt, in der die bäuerlichen Nutzungs- und Eigentumsrechte der nahen Mehrenberger Mark gelistet wurden. Der Ort war bei Streitigkeiten auch der zuständige Gerichtsort.
Der Ort ist auf der Situations Charte vom Fabrickendistrikte im Hochgericht Schwelm von 1788 als Auf der Weuste eingezeichnet, die Preußische Uraufnahme von 1840/1844 verzeichnet den Ort als Wöste. 
Weuste gehörte bis 1807 der Bauerschaft Schwelm des Amts Wetter in der Grafschaft Mark an. Von 1807 bis 1814 war Weuste aufgrund der napoleonischen Kommunalreformen im Großherzogtum Berg Teil der Mairie Schwelm im Arrondissement Hagen. 1818 lebten 24 und um 1822 20 Menschen im als vier Bauerhöfe kategorisierten Ort, der nach dem Zusammenbruch der napoleonischen Administration und deren Ablösung der Bürgermeisterei Schwelm im Landkreis Hagen angehörte.
1839 war Weuste dem Schulbezirk Steinhauserberg innerhalb der Bauerschaft/Landgemeinde Schwelm in der Bürgermeisterei Schwelm des Landkreises Hagen zugeordnet. 1843 wurde die Bürgermeisterei in das Amt Schwelm umgewandelt. Der laut der Ortschafts- und Entfernungs-Tabelle des Regierungs-Bezirks Arnsberg als Höfe kategorisierte Ort besaß zu dieser Zeit fünf Wohnhäuser und ein landwirtschaftliches Gebäude. Zu dieser Zeit lebten 40 Einwohner im Ort, allesamt evangelischer Konfession.
1887 wurde Schwelm Kreisstadt des innerhalb der preußischen Provinz Westfalen neugegründeten Landkreises Schwelm und die Landgemeinde Schwelm des Amts Schwelm wurde zugleich mit der zuvor amtsfreien Stadtgemeinde Schwelm zur erweiterten Stadt Schwelm vereinigt. Die Zugehörigkeit Weustes zu Schwelm blieb dabei erhalten.

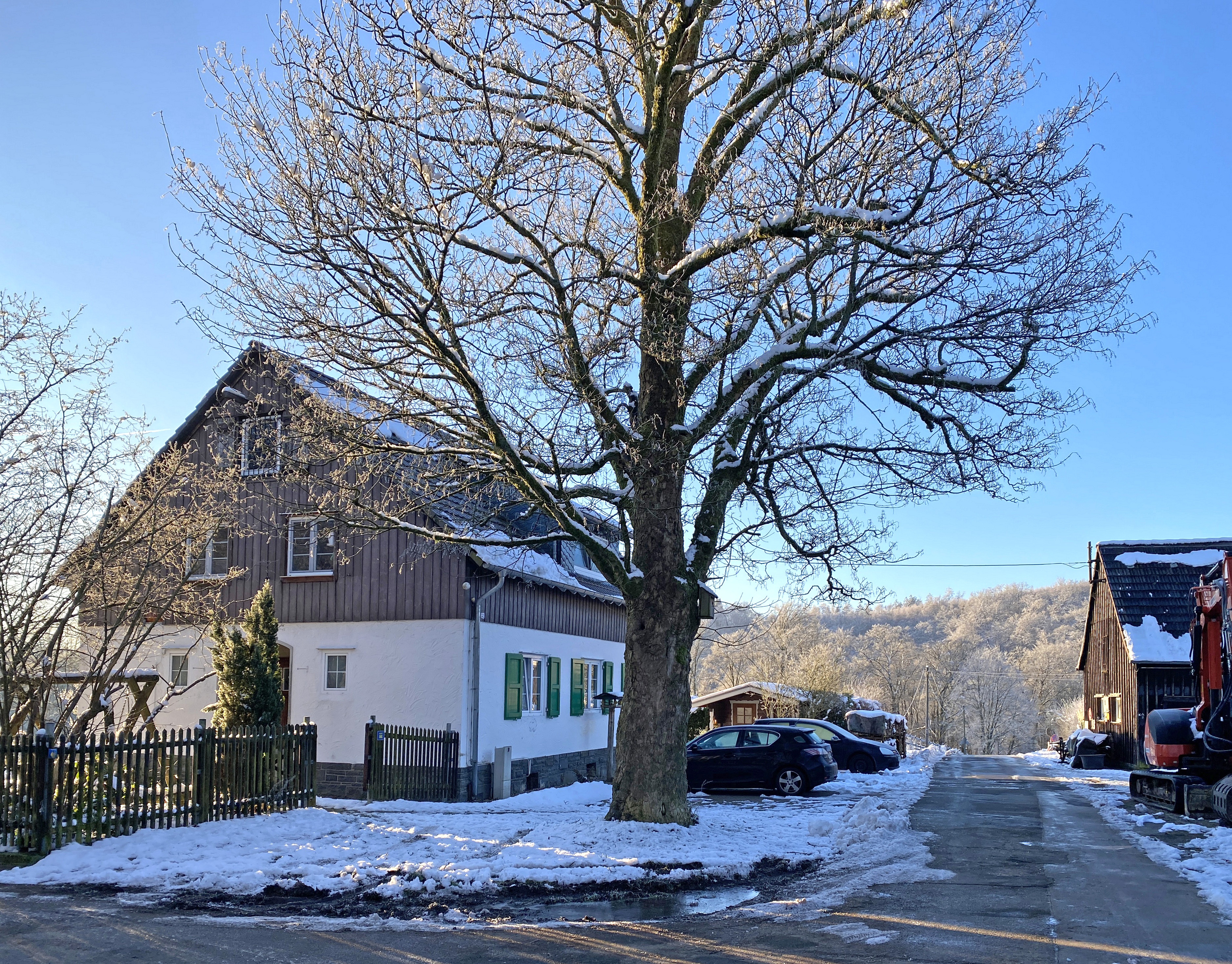
Weuste 52
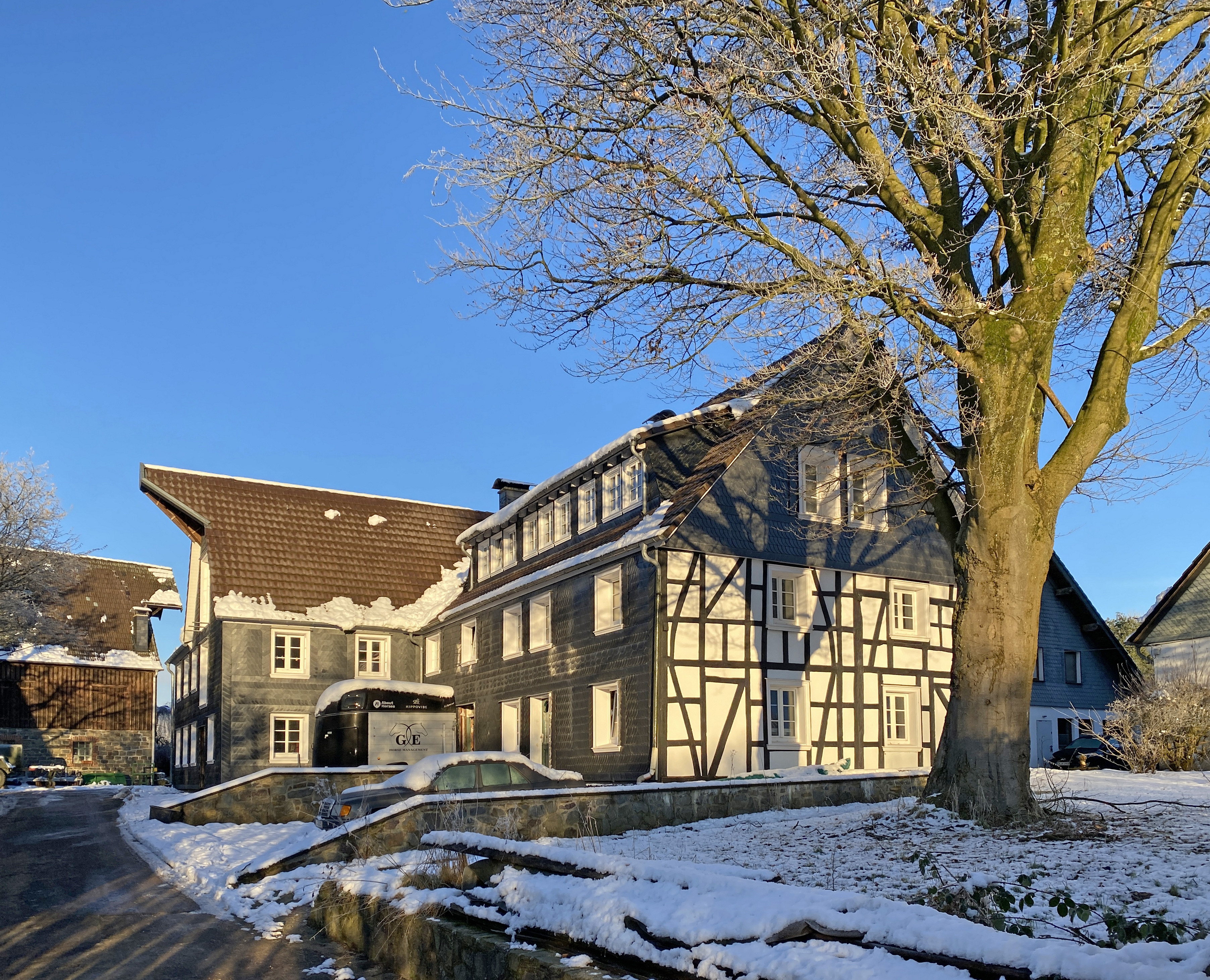
Weuste 49
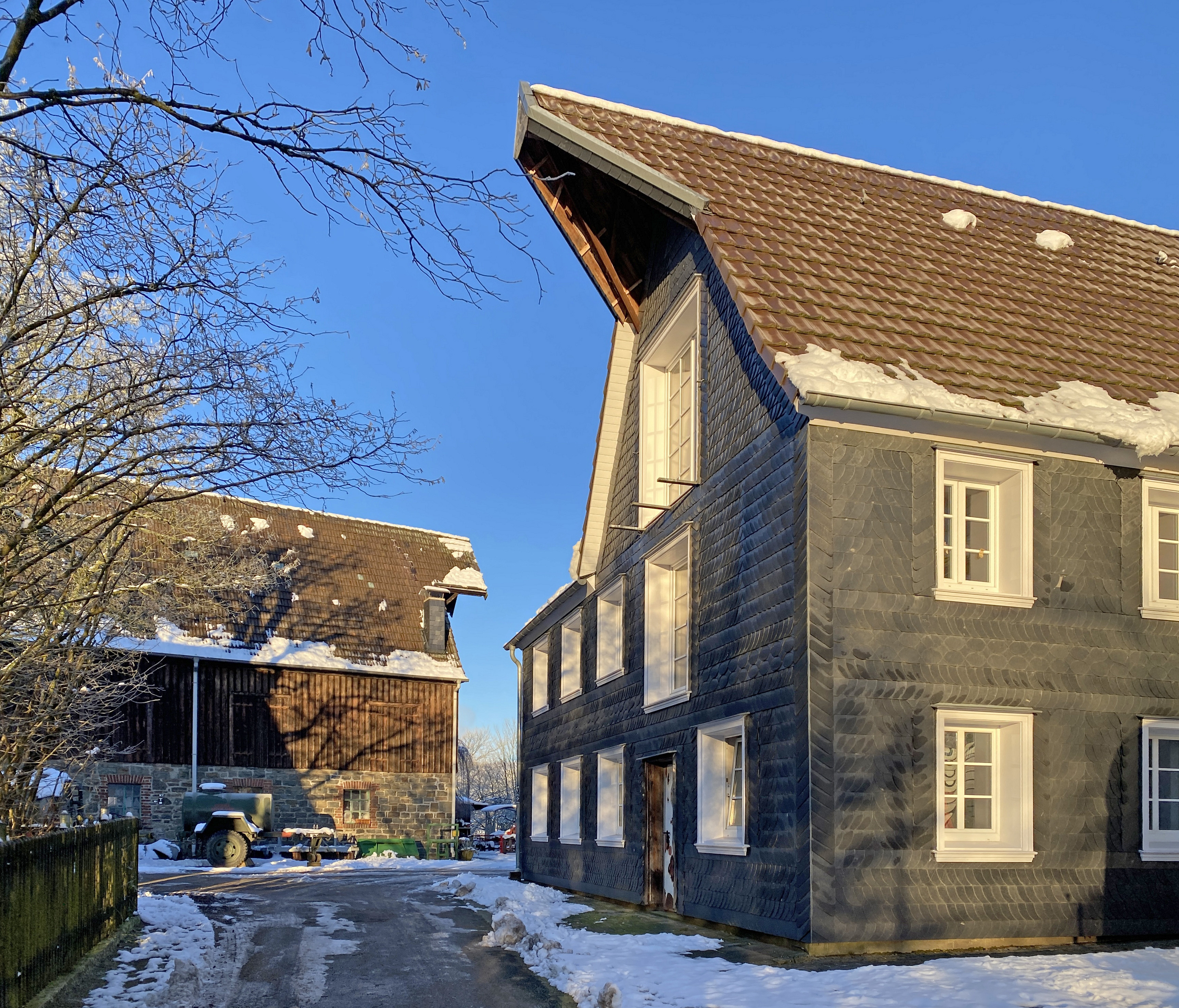
Weuste 49
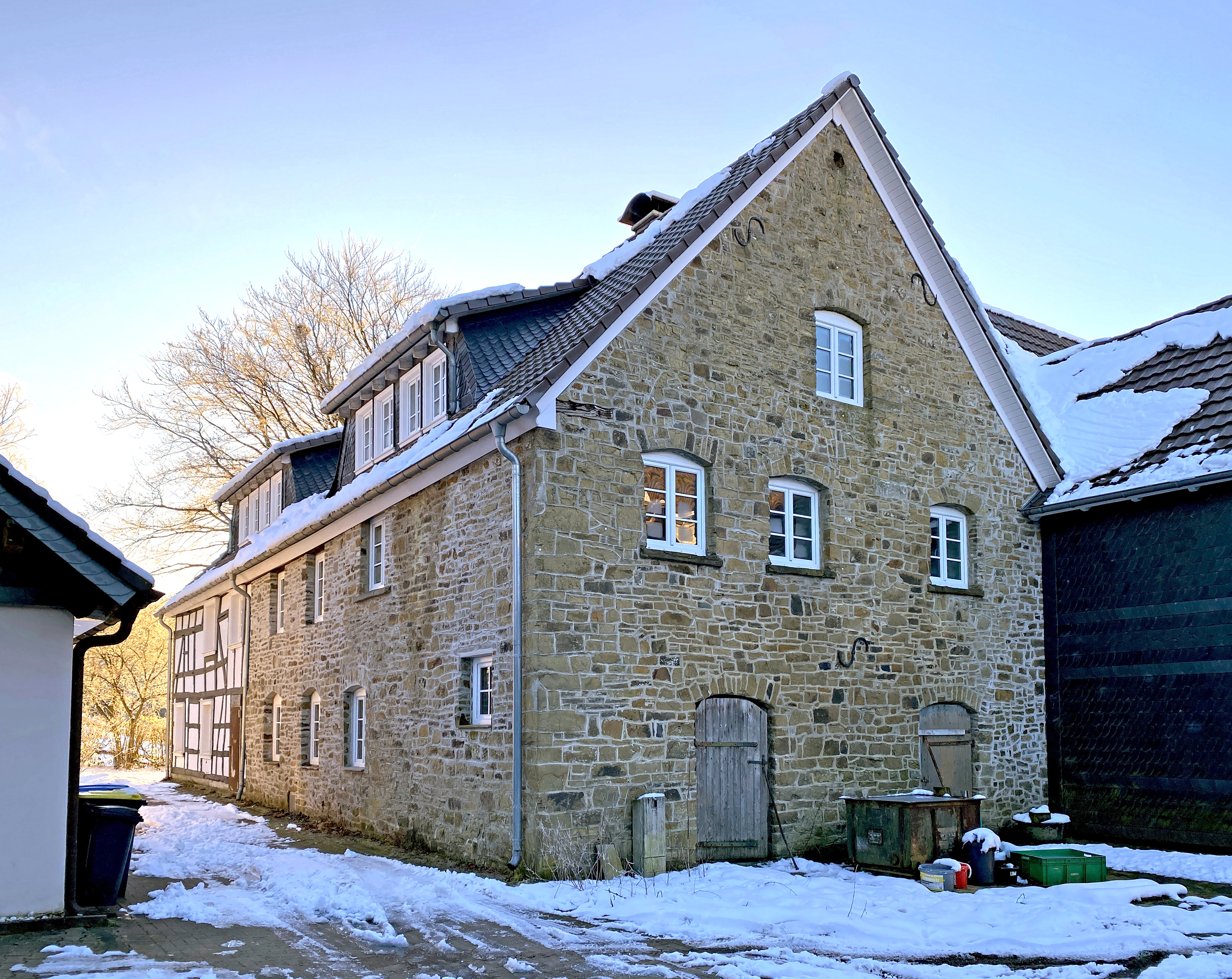
Weuste 49
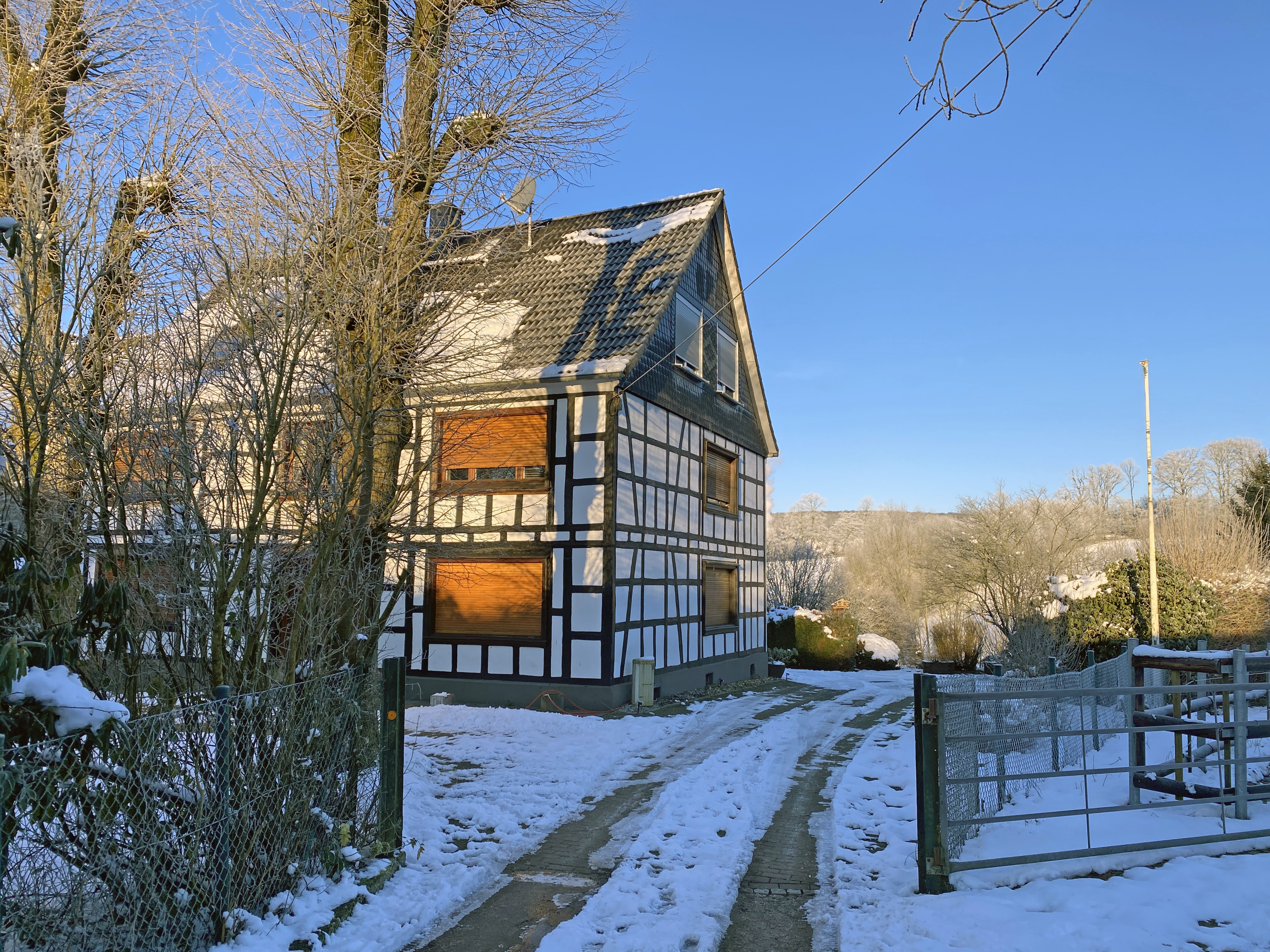
Weuste 51